# Pekorino
Pekorino (italijanskoː pecorino) je vrsta italijanskega trdega ovčjega sira.

## Značilnosti
Pekorino je odličen sir za rezanje ali ribanje. Sredica pekorina je suha, slamnato rumene barve. Okus pekorina, namenjenega za rezanje, je aromatičen, slan. Trd, dobro zorjeni sir za ribanje ima močan, vendar ne premočan okus. Hlebi pekorina so veliki, tehtajo do 35 kg, zato ga prodajajo v kosih ali že naribanega. Pekorino v hladilniku, zavit v pergamentni papir, zdrži tudi do dva meseca, dobro se zmrzuje in ga je možno ribati tudi zamrznjenega.   

## Proizvodnja
Nekoč so ta sir iz surovega ovčjega mleka delali le v okolici Rima, danes pa ga naredijo največ na Sardiniji (Pecorino Sardo). Pekorino za rezanje zorijo najmanj pet mesecev, najmanj osem mesecev pa zorijo tistega za ribanje.

## Zgodovina
Pecorino Romano je zelo star sir, izdelovali so ga že v starem Rimu. 

### Zaščita označbe porekla
V Italiji so živila z zaščito označbe porekla največkrat opremljena z napisom »DOP« (Denominazione di origine protteta), ter grafično oznako sheme, ki je sedaj identična evropski oz. slovenski.
Skupnost je v okviru živil z zaščiteno označbo porekla »DOP« za sire tipa pekorino v Italiji priznala osem sirovː Pecorino Romano, Pecorino Toscano, Pecorino Sardo, Pecorino di Filiano, Pecorino Crotonese, Pecorino di Picinisco, Pecorino Siciliano in Pecorino delle Balze Volterrane.